# Takafumi Yamada
Takafumi Yamada (山田 貴文 Yamada Takafumi?), född 19 april 1992 i Ehime prefektur, är en japansk fotbollsspelare.
Yamada började sin karriär 2015 i Honda Lock SC. 2018 flyttade han till FC Imabari.